# Ōe no Masafusa

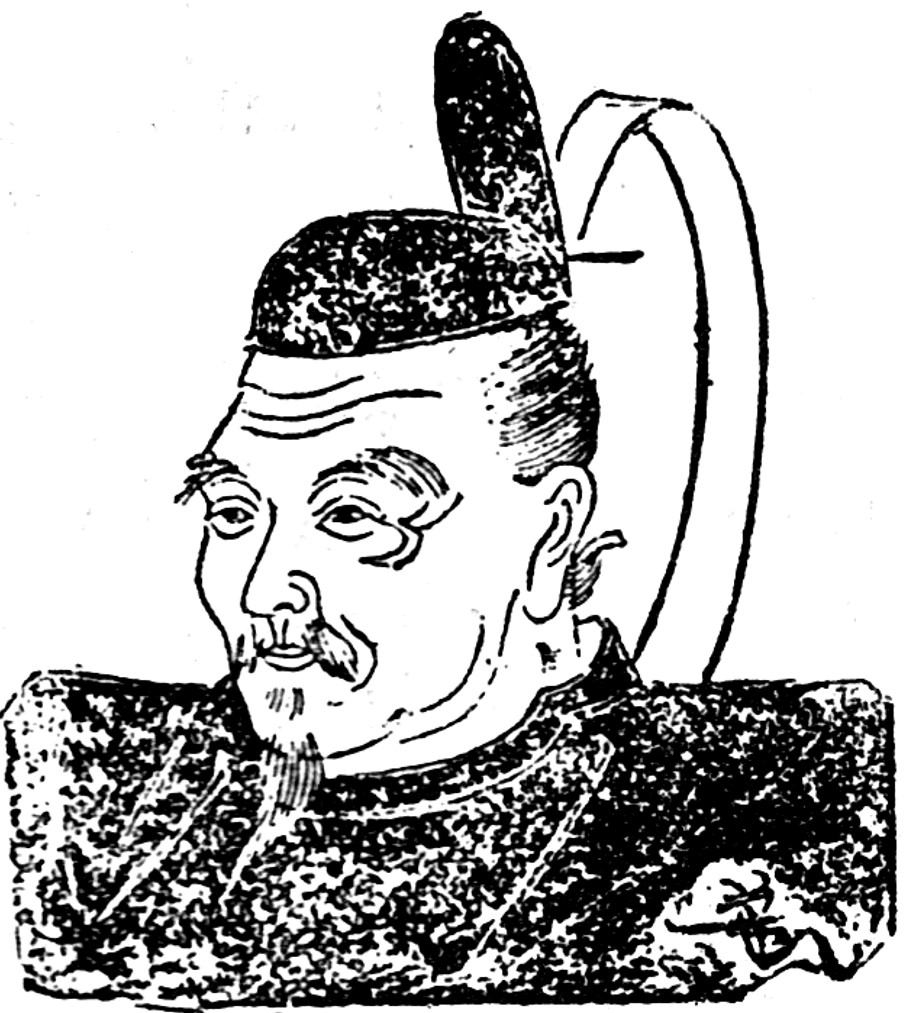
Ōe no Masafusa

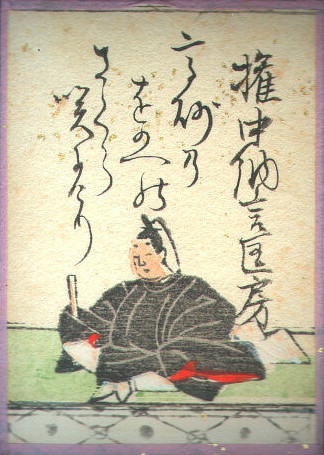
Ōe, Hyakunin Isshu

Ōe no Masafusa (japanisch 大江 匡房; geboren 1041; gestorben 7. Dezember 1111) war ein japanischer Hofbeamter und Dichter während der Heian-Zeit.

## Leben und Wirken
Ōe no Masafusa, Sohn von Shigehira (成衡), gehörte zum Ōe-Klan, zu einer der angesehensten Familie neben den Sugawara mit einer bedeutenden, spezialisierten Beschäftigung mit China.
Schon in jungen Jahren wurde Masafusa für sein Talent gelobt, und im Jahr 1058  wurde er vom Kaiserlicher Prinz Takahito (später Kaiser Go-Sanjō) und vom Kaiserlicher Prinz Sadahito (später Kaiser Shirakawa) zunächst als Tōgūgakushi (東宮学士), dann als Kurōdo (蔵人), Mimasaka no Kami (美作守), Sadaiben (左大弁), Shibudaibu (式部大輔) usw. ernannt. Im Jahr 1088 wurde er wurde Ratsmitglied Sangi (参議) und dann Gon-Chūnagon (権中納言). Er wurde zweimal zum Dazai-no-Gon-no*Sotsu (大宰権帥) ernannt und erreichte schließlich den Rang eines Shōnii Ōkura-kyō (正二位大蔵卿).
Er wurde ein Mitarbeiter von Kaiser Go-Sanjō und war in der Verwaltung tätig. Als enger Gefolgsmann des pensionierten Kaisers Shirakawa war er stark in dessen Regierung im Ruhestand involviert. Er war ein führender Gelehrter. Er schrieb auch eine breite Palette von Werken, darunter das nützliche Informationen enthaltene Buch „Gōke shidai“ (江家次第) über den Ōe-Klan.
Als Literat hat er auch eine breite Palette von Werken geschrieben, darunter „Honchō mudai-shi“ (本朝無題詩), „Chūyūki buruishihai Kanshi-shū“ (中右記部類紙背漢詩集) – „Notizen zu einer breiten Palette chinesischer Gedichte“, „Honchō zui monzui“ (本朝続文粋), „Kōto donagon gammon-shū“ (江都督納言願文集) und andere Werke, die Gedichten, Vorworte und Petitionen enthalten, verfasste er „Yōjoki“ (遊女記) – „Kurtisanen-Notizen“, „Kairaishi-ki“ (傀儡子記) – „Puppenspieler-Bericht“ und „Rakuyō dengaku-ki“ (洛陽田楽記) – Aufzeichnungen aus der Heian-Zeit, „Kobi-ki“ (狐媚記) – etwa „Flirt mit dem Fuchs“, die auf Anekdoten zum Weltgeschehen basieren.
Später stellte Masafusa eine Sammlung seiner Reden „Gō danshō“ (江談抄) zusammen und gab „Shoku Honchō ōjō den“ (続本朝往生伝) und „Honchō shinzen den“ (本朝神仙伝) heraus. Weiter stellte er die Gedicht-Anthologie „Gō no sotsu shū“ (江帥集) zusammen. Viele seiner Gedichte wurden in die kaiserlichen Anthologie „Goshui wakashū“ (後拾遺和歌集) – „Gedichtsammlungen aus dem Nachlass“ und in andere kaiserliche Sammlungen aufgenommen.
Ōe no Masafusa, Fujiwara no Nagafusa und Fujiwara no Korefusa, die alle zur gleichen Zeit berühmt waren, wurden auch „Die Sambō“ (三房), also „Die drei Fusa“, genannt. Masafusa wird auch im Ogura Hyakunin Isshu aufgeführt.